# Люди-тени
Люди-тени (также известные как теневые фигуры, теневой народ или тени людей) — мифические сверхъестественные теневые силуэты или фигуры, получившие популярность в городском фольклоре и современной культуре и искусстве. Термин обычно употребляется для именования тёмных силуэтов гуманоидной формы или уклончивых призраков, часто видимых периферийным зрением.

## Происхождение образа
Существа, так или иначе напоминающие людей-теней, встречаются в мифах и легендах многих народов мира, однако термин «люди-тени» в его современном понимании был популяризирован в начале XXI века в США местной радиопередачей «Coast to Coast AM» после эфира 12 апреля 2001 года, когда ведущий брал интервью у вождя одного из индейских племён по имени Удар Грома, рассказывавшего о месте подобных существ в верованиях его народа. В ходе передачи слушателям предлагалось присылать рисунки людей-теней, если они встречались с таковыми, что привело к неожиданному ажиотажу; многие работы вскоре были опубликованы на персональном сайте ведущего. В октябре того же года писательница Хейди Холлис, ставшая впоследствии регулярным гостем выпусков «Coast to Coast AM», выпустила первую «научно-популярную» книгу о людях-тенях. В 2000-е годы люди-тени стали частой темой обсуждений на англоязычных форумах, посвящённых всевозможным паранормальным явлениям, причём одни участники этих дискуссий настаивали на реальности этих существ и их враждебной настроенности к людям, тогда как другие, включая «исследователей»-парапсихологов, не делали однозначных выводов и иногда даже высказывали мнения, что люди-тени могут быть пришельцами из параллельных вселенных. Некоторые «охотники за привидениями» утверждали, что смогли заснять людей-теней на видео.

## Научные объяснения
Некоторые научные положения могут быть использованы для объяснения этого феномена. В основном это касается нахождения причины «людей-теней» в оптических иллюзиях или галлюцинациях под воздействием наркотиков или других физиологических воздействий на организм.
Например, при стимуляции левой височно-теменной области мозга могут возникать подобные иллюзии. Также данные эпизоды могут быть вызваны парейдолией в периферийных разделах зрения. Это может быть объяснено тем, что мозг часто неправильно интерпретирует незнакомые объекты или тени, а также случайные вспышки света как определённые очертания. Феномен «привидений» в науке также часто связывается с парейдолией. При панической атаке и сонном параличе также могут возникать соответствующие галлюцинации. Во время сонного паралича человек может видеть галлюцинацию в виде человека-тени, но только периферийным зрением, напрямую человек его увидеть не может.
Особенно часто феномен людей-теней связывают с гипнагогией — физическим состоянием, когда сознание человека находится между сном и бодрствованием, так называемым микросном. Во время этого состояния человек находится в сознании, но при этом мозг может «поднимать» образы из подсознания аналогично сну. Подобное связывание гипнагогии и людей-теней было сделано потому, что многие люди, перенёсшие это состояние, потом сообщали о неких «движущихся тенях» и «живых лучах света». На Западе гипнагогия даже получила неофициально название «Феномен лица в темноте» как раз за подобные галлюцинации.
Некоторые психиатры (в частности, Джек Поттс) связывают мнимое наблюдение людей-теней с употреблением метамфетамина и вызванными этим длительными нарушениями сна, утверждая, что сущности из описаний галлюцинаций зависимых от данного препарата людей в целом соответствуют укоренившемуся в современном фольклоре образу «человека-тени», и иногда добавляя к объяснению явления «конспиративный» компонент, выражающийся в том, что страдающий от злоупотребления препаратом видит именно тенеподобных людей, а не других существ или объекты.

## В массовой культуре
- В мультфильме «Иван Царевич и Серый Волк» главным антагонистом была Тень первого министра.
- В поэме «Чёрный человек» Сергея Есенина центральной фигурой является подобная тень, пришедшая к больному человеку.